# Torneo Invierno 1999 (México)
El torneo de Invierno 1999 fue la edición LXII del campeonato de liga de la Primera División del fútbol mexicano. Se trató del séptimo torneo corto, luego del cambio de formato de competencia, con el que se abrió la temporada 1999-00. Comenzó el 14 de agosto y finalizó el 19 de diciembre de 1999 con el juego de vuelta de la final entre Cruz Azul y Pachuca.
En este torneo, el Atlas, vigente subcampeón, alcanzó el liderato general con 38 puntos por primera vez desde que fuera campeón en la temporada 1950-51. Con esto, junto con Toluca, los finalistas del torneo anterior eran nuevamente los favoritos al título, mientras que el Cruz Azul y el propio América habían conformado planteles de época en busca de pelear hasta las instacias finales. No obstante, el formato de competencia y la reclasificación terminó favoreciendo al apenas ascendido Pachuca, que vencería en la final al equipo de la Noria con un gol de oro anotado por Alejandro Glaría, siendo el primer título en 107 años para la institución.
En el tema extra deportivo, en este torneo el conjunto de la Universidad Nacional tuvo que disputar sus partidos como local en el Estadio Corregidora de Querétaro, como consecuencia de la huelga estudiantil que estalló en la UNAM el 20 de abril de 1999, la cual imposibilitó la utilización del Olímpico Universitario, casa habitual del equipo. La situación inició en la etapa final de la temporada 1998-99 y se extendió hasta entrado el Verano 2000.

## Formato de competencia
Los 18 equipos participantes se dividen en 4 grupos, dos de cinco integrantes y dos de cuatro. Juegan todos contra todos a una sola ronda, por lo que cada equipo jugó 17 partidos. Al finalizar la temporada regular califican a la liguilla los 2 primeros lugares de cada grupo; si hubiera 1 o 2 clubes (no ubicados en esos dos primeros puestos) de un sector, con mejor desempeño estadístico que algún líder o sublíder de otro grupo, estos se medirán en la fase de reclasificación o repechaje en duelos a eliminación directa.

### Fase de calificación
En la fase de calificación participan los 18 clubes de la primera división profesional jugando todos contra todos durante las 17 jornadas respectivas, a un solo partido. Se observará el sistema de puntos. La ubicación en la tabla general está sujeta a lo siguiente:
1. Por juego ganado se obtendrán tres puntos.
2. Por juego empatado se obtendrá un punto.
3. Por juego perdido no se otorgan puntos.

El orden de los clubes al final de la Fase de Calificación del torneo corresponderá a la suma de los puntos obtenidos por cada uno de ellos y se presentará en forma descendente. Si al finalizar las 17 jornadas del torneo, dos o más clubes estuviesen empatados en puntos, su posición en la Tabla General será determinada atendiendo a los siguientes criterios de desempate:
1. Mejor diferencia entre los goles anotados y recibidos
2. Mayor número de goles anotados
3. Marcadores particulares entre los clubes empatados
4. Mayor número de goles anotados como visitante
5. Mejor ubicación en la Tabla General de Cocientes
6. Tabla Fair Play
7. Sorteo

### Fase final
Califican a la liguilla los 2 primeros lugares de cada grupo; si hubiera 1 o 2 clubes (no ubicados en esos dos primeros puestos) de un sector, con mejor desempeño estadístico que algún líder o sublíder de otro grupo, estos se medirán en la fase de reclasificación o repechaje en duelos a eliminación directa.
1.º vs 8.º 

2.º vs 7.º 

3.º vs 6.º 

4.º vs 5.º
En semifinales participarán los cuatro clubes vencedores de cuartos de final, reubicándolos del uno al cuatro, de acuerdo a su mejor posición en la Tabla General de Clasificación al término de la jornada 17, enfrentándose 1.º vs 4.º y 2.º vs 3.º.
Disputarán el título de Campeón del Torneo Invierno 1999 los dos clubes vencedores de la fase semifinal.
Todos los partidos de esta fase serán en formato de ida y vuelta, eligiendo siempre el club que haya quedado mejor ubicado en la Tabla General de Clasificación el horario de su partido como local.
El criterio usado para definir una clasificación en las rondas de reclasificación, cuartos de final y semifinales en caso de empate global será otorgar esta al equipo con mejor posición en la tabla general al final de la fase regular. En cuanto a la final, un empate global luego del juego de vuelta, será dirimido con dos tiempos extras de 15 minutos cada uno, contando con la posibilidad del Gol de oro, y posteriormente Tiros desde el punto penal, hasta que se produjera un ganador.

## Equipos por Entidad Federativa
Para la temporada 1999-2000, la entidad federativa de la República Mexicana con más equipos profesionales en la Primera División fue la Ciudad de México con 5, seguida de Jalisco con 3, 2 para Nuevo León, Estado de México y Guanajuato.
| Santos Monterrey Tigres Morelia Atlas Guadalajara U.A.G León Celaya Necaxa Puebla Toluca T. Neza América Cruz Azul UNAM Pachuca Atlante | \| Entidad Federativa \| N.º \| Equipos \| \| ------------------ \| --- \| ------------------------------------------ \| \| Distrito Federal \| 5 \| América, Cruz Azul, UNAM, Atlante y Necaxa \| \| Jalisco \| 3 \| Atlas, Tecos y Guadalajara \| \| Nuevo León \| 2 \| Monterrey y Tigres \| \| Estado de México \| 2 \| Toluca y Toros Neza \| \| Guanajuato \| 2 \| León y Celaya \| \| Coahuila \| 1 \| Santos \| \| Michoacán \| 1 \| Morelia \| \| Puebla \| 1 \| Puebla \| \| Hidalgo \| 1 \| Pachuca \| |                                            |
| Entidad Federativa | N.º | Equipos                                    |
| Distrito Federal | 5 | América, Cruz Azul, UNAM, Atlante y Necaxa |
| Jalisco | 3 | Atlas, Tecos y Guadalajara                 |
| Nuevo León | 2 | Monterrey y Tigres                         |
| Estado de México | 2 | Toluca y Toros Neza                        |
| Guanajuato | 2 | León y Celaya                              |
| Coahuila | 1 | Santos                                     |
| Michoacán | 1 | Morelia                                    |
| Puebla | 1 | Puebla                                     |
| Hidalgo | 1 | Pachuca                                    |

## Información de los equipos
| Equipo      | Ciudad                               | Estadio              | Capacidad | Entrenador              | Patrocinador         | Kit          |
| ----------- | ------------------------------------ | -------------------- | --------- | ----------------------- | -------------------- | ------------ |
| América     | México, D. F.                        | Azteca               | 110 000   | Carlos Kiese            | Coca-Cola            | Adidas       |
| Atlante     | México, D. F.                        | Azteca               | 110 000   | Ángel Cappa             | Pepsi                | Garcis       |
| Atlas       | Guadalajara, Jalisco                 | Jalisco              | 60,000    | Ricardo La Volpe        | Corona Extra         | Atlética     |
| Celaya      | Celaya, Guanajuato                   | Miguel Alemán Valdés | 25,000    | Rubén Omar Romano       | Gas Express Nieto    | Garcis       |
| Cruz Azul   | México, D. F.                        | Azul                 | 37,000    | Luis Fernando Tena      | Cemento Cruz Azul    | Fila         |
| Guadalajara | Guadalajara, Jalisco                 | Jalisco              | 60,000    | Ricardo Ferretti        | Cemento Tolteca      | Atlética     |
| León        | León, Guanajuato                     | Nou Camp             | 33,943    | Carlos Bracamontes      | Resistol             | Atlética     |
| Monterrey   | Monterrey, Nuevo León                | Tecnológico          | 38,000    | Eduardo Solari          | Bimbo                | Atlética     |
| Morelia     | Morelia, Michoacán                   | Morelos              | 41,056    | Tomás Boy               | 3 Hermanos           | Atlética     |
| Necaxa      | México, D. F.                        | Azteca               | 110 000   | Raúl Arias              | Coca-Cola            | Eescord      |
| Pachuca     | Pachuca, Hidalgo                     | Hidalgo              | 30,000    | Javier Aguirre          | Cemento Cruz Azul    | Atlética     |
| Puebla      | Puebla, Puebla                       | Cuauhtémoc           | 46,638    | José Mari Bakero        | Volkswagen           | Atlética     |
| Santos      | Torreón, Coahuila                    | Corona               | 18,500    | Juan de Dios Castillo   | Corona Extra         | Corona Sport |
| Tecos       | Zapopan, Jalisco                     | Tres de Marzo        | 30,015    | Roberto Marcos Saporiti | MVS                  | Kappa        |
| Tigres      | San Nicolás de los Garza, Nuevo León | Universitario        | 43,600    | Miguel Mejía Barón      | Cerveza Carta Blanca | Atlética     |
| Toluca      | Toluca, Estado de México             | La Bombonera         | 27,000    | Enrique Meza            | Cerveza Victoria     | Atlética     |
| Toros Neza  | Nezahualcóyotl, Estado de México     | Neza 86              | 28,000    | Alberto Guerra          | Autofin              | Joma         |
| UNAM        | México, D. F.                        | Corregidora          | 35,000    | Rafael Amador           | Banamex              | Nike         |

### Cambio de entrenadores
- Miguel Mejia Barón -  Víctor Manuel Vucetich (Tigres)
- Carlos Bracamontes -  Carlos Reinoso (León)
- Alberto Guerra -  Jorge Vieira (Toros Neza)
- José Mari Bakero -  Mario Carrillo (Puebla)
- Juan de Dios Castillo -  Fernando Quirarte (Santos Laguna)
- Eduardo Solari -  Magdaleno Cano (Monterrey)
- Carlos Kiese -  Roberto Alderete (América)
- Roberto Alderete -  Alfredo Tena (América)
- Magdaleno Cano -  Benito Floro (Monterrey)

## Torneo regular
| Pos. | Equipo      | Pts. | PJ | G  | E | P  | GF | GC | Dif. | Clasificación                   |
| ---- | ----------- | ---- | -- | -- | - | -- | -- | -- | ---- | ------------------------------- |
| 1    | Atlas       | 38   | 17 | 11 | 5 | 1  | 40 | 16 | +24  | Cuartos de final de la liguilla |
| 2    | Toluca      | 32   | 17 | 9  | 5 | 3  | 40 | 25 | +15  | Cuartos de final de la liguilla |
| 3    | Necaxa      | 30   | 17 | 9  | 3 | 5  | 32 | 22 | +10  | Cuartos de final de la liguilla |
| 4    | América     | 28   | 17 | 8  | 4 | 5  | 31 | 18 | +13  | Cuartos de final de la liguilla |
| 5    | Guadalajara | 28   | 17 | 8  | 4 | 5  | 20 | 19 | +1   | Cuartos de final de la liguilla |
| 6    | Cruz Azul   | 27   | 17 | 7  | 6 | 4  | 25 | 16 | +9   | Cuartos de final de la liguilla |
| 7    | Pachuca (C) | 26   | 17 | 8  | 2 | 7  | 28 | 28 | 0    | Reclasificación a liguilla      |
| 8    | Tecos       | 23   | 17 | 7  | 2 | 8  | 26 | 35 | −9   | Cuartos de final de la liguilla |
| 9    | Tigres      | 22   | 17 | 5  | 7 | 5  | 27 | 23 | +4   |                                 |
| 10   | Morelia     | 22   | 17 | 6  | 4 | 7  | 26 | 26 | 0    | Reclasificación a liguilla      |
| 11   | UNAM        | 21   | 17 | 6  | 3 | 8  | 28 | 32 | −4   |                                 |
| 12   | Puebla      | 20   | 17 | 5  | 5 | 7  | 19 | 19 | 0    |                                 |
| 13   | Monterrey   | 20   | 17 | 6  | 2 | 9  | 29 | 35 | −6   |                                 |
| 14   | Santos      | 20   | 17 | 5  | 5 | 7  | 27 | 35 | −8   |                                 |
| 15   | Celaya      | 19   | 17 | 5  | 4 | 8  | 19 | 27 | −8   |                                 |
| 16   | León        | 18   | 17 | 5  | 3 | 9  | 22 | 32 | −10  |                                 |
| 17   | Atlante     | 16   | 17 | 3  | 7 | 7  | 20 | 29 | −9   |                                 |
| 18   | Toros Neza  | 12   | 17 | 3  | 3 | 11 | 19 | 41 | −22  |                                 |

 Fuente: rsssf

### Grupos

#### Grupo 1
| Pos. | Equipo     | Pts. | PJ | G | E | P  | GF | GC | Dif. | Clasificación                   |
| ---- | ---------- | ---- | -- | - | - | -- | -- | -- | ---- | ------------------------------- |
| 1    | Toluca     | 32   | 17 | 9 | 5 | 3  | 40 | 25 | +15  | Cuartos de final de la liguilla |
| 2    | Tecos      | 23   | 17 | 7 | 2 | 8  | 26 | 35 | −9   | Cuartos de final de la liguilla |
| 3    | UNAM       | 21   | 17 | 6 | 3 | 8  | 28 | 32 | −4   |                                 |
| 4    | León       | 18   | 17 | 5 | 3 | 9  | 22 | 32 | −10  |                                 |
| 5    | Toros Neza | 12   | 17 | 3 | 3 | 11 | 19 | 41 | −22  |                                 |

 Fuente: rsssf

#### Grupo 2
| Pos. | Equipo    | Pts. | PJ | G | E | P | GF | GC | Dif. | Clasificación                   |
| ---- | --------- | ---- | -- | - | - | - | -- | -- | ---- | ------------------------------- |
| 1    | Cruz Azul | 27   | 17 | 7 | 6 | 4 | 25 | 16 | +9   | Cuartos de final de la liguilla |
| 2    | Morelia   | 22   | 17 | 6 | 4 | 7 | 26 | 26 | 0    | Reclasificación a liguilla      |
| 3    | Puebla    | 20   | 17 | 5 | 5 | 7 | 19 | 19 | 0    |                                 |
| 4    | Monterrey | 20   | 17 | 6 | 2 | 9 | 29 | 35 | −6   |                                 |
| 5    | Celaya    | 19   | 17 | 5 | 4 | 8 | 19 | 27 | −8   |                                 |

 Fuente: rsssf

#### Grupo 3
| Pos. | Equipo  | Pts. | PJ | G  | E | P | GF | GC | Dif. | Clasificación                   |
| ---- | ------- | ---- | -- | -- | - | - | -- | -- | ---- | ------------------------------- |
| 1    | Atlas   | 38   | 17 | 11 | 5 | 1 | 40 | 16 | +24  | Cuartos de final de la liguilla |
| 2    | América | 28   | 17 | 8  | 4 | 5 | 31 | 18 | +13  | Cuartos de final de la liguilla |
| 3    | Santos  | 20   | 17 | 5  | 5 | 7 | 27 | 35 | −8   |                                 |
| 4    | Atlante | 16   | 17 | 3  | 7 | 7 | 20 | 29 | −9   |                                 |

 Fuente: rsssf

#### Grupo 4
| Pos. | Equipo      | Pts. | PJ | G | E | P | GF | GC | Dif. | Clasificación                   |
| ---- | ----------- | ---- | -- | - | - | - | -- | -- | ---- | ------------------------------- |
| 1    | Necaxa      | 30   | 17 | 9 | 3 | 5 | 32 | 22 | +10  | Cuartos de final de la liguilla |
| 2    | Guadalajara | 28   | 17 | 8 | 4 | 5 | 20 | 19 | +1   | Cuartos de final de la liguilla |
| 3    | Pachuca (C) | 26   | 17 | 8 | 2 | 7 | 28 | 28 | 0    | Reclasificación a liguilla      |
| 4    | Tigres      | 22   | 17 | 5 | 7 | 5 | 27 | 23 | +4   |                                 |

 Fuente: rsssf

### Resultados
| Necaxa  | 2 - 1 | Cruz Azul   | Azteca        | 14 de agosto | 15:00 |
| Tigres  | 2 - 3 | Atlas       | Universitario | 14 de agosto | 17:00 |
| Puebla  | 1 - 0 | Celaya      | Cuauhtémoc    | 14 de agosto | 17:00 |
| Tecos   | 1 - 2 | Toluca      | Jalisco       | 14 de agosto | 20:45 |
| UNAM    | 0 - 1 | León        | Corregidora   | 15 de agosto | 12:00 |
| Morelia | 0 - 2 | Guadalajara | Morelos       | 15 de agosto | 12:00 |
| Pachuca | 2 - 1 | Monterrey   | Hidalgo       | 15 de agosto | 12:00 |
| América | 2 - 0 | Toros Neza  | Azteca        | 15 de agosto | 16:00 |
| Santos  | 1 - 1 | Atlante     | Corona        | 15 de agosto | 16:00 |

| Cruz Azul   | 1 - 2 | Pachuca | Azul                 | 19 de agosto    | 17:00 |
| Toluca      | 2 - 3 | Santos  | La Bombonera         | 21 de agosto    | 15:00 |
| Monterrey   | 2 - 0 | Tecos   | Tecnológico          | 21 de agosto    | 17:00 |
| Celaya      | 0 - 0 | Tigres  | Miguel Alemán Valdés | 21 de agosto    | 20:15 |
| Atlas       | 1 - 1 | América | Jalisco              | 21 de agosto    | 20:45 |
| León        | 2 - 2 | Puebla  | Nou Camp             | 22 de agosto    | 12:00 |
| Toros Neza  | 1 - 3 | Necaxa  | Neza 86              | 22 de agosto    | 14:00 |
| Atlante     | 2 - 1 | Morelia | Azteca               | 22 de agosto    | 16:00 |
| Guadalajara | 0 - 0 | UNAM    | Jalisco              | 8 de septiembre | 20:45 |

| Necaxa     | 4 - 1 | Pachuca     | Azteca        | 28 de agosto | 15:00 |
| Morelia    | 0 - 1 | Toluca      | Morelos       | 28 de agosto | 17:00 |
| Tigres     | 3 - 1 | León        | Universitario | 28 de agosto | 17:00 |
| Puebla     | 1 - 2 | Guadalajara | Cuauhtémoc    | 28 de agosto | 19:00 |
| Tecos      | 1 - 1 | Cruz Azul   | Jalisco       | 28 de agosto | 20:45 |
| UNAM       | 3 - 2 | Atlante     | Corregidora   | 29 de agosto | 12:00 |
| Toros Neza | 0 - 5 | Atlas       | Neza 86       | 29 de agosto | 12:00 |
| Santos     | 3 - 2 | Monterrey   | Corona        | 29 de agosto | 16:00 |
| América    | 6 - 0 | Celaya      | Azteca        | 29 de agosto | 16:00 |

| Monterrey   | 1 - 2 | Morelia    | Tecnológico          | 3 de septiembre | 20:45 |
| Toluca      | 2 - 0 | UNAM       | La Bombonera         | 4 de septiembre | 15:00 |
| Cruz Azul   | 1 - 1 | Santos     | Azul                 | 4 de septiembre | 17:00 |
| Celaya      | 1 - 3 | Toros Neza | Miguel Alemán Valdés | 4 de septiembre | 20:15 |
| Atlas       | 1 - 1 | Necaxa     | Jalisco              | 4 de septiembre | 20:45 |
| Guadalajara | 4 - 0 | Tigres     | Jalisco              | 5 de septiembre | 12:00 |
| León        | 2 - 2 | América    | Nou Camp             | 5 de septiembre | 12:00 |
| Pachuca     | 1 - 2 | Tecos      | Hidalgo              | 5 de septiembre | 16:00 |
| Atlante     | 0 - 0 | Puebla     | Azteca               | 5 de septiembre | 16:00 |

| Necaxa     | 4 - 2 | Tecos       | Azteca        | 11 de septiembre | 15:00 |
| Morelia    | 0 - 3 | Cruz Azul   | Morelos       | 11 de septiembre | 16:00 |
| Tigres     | 1 - 1 | Atlante     | Universitario | 11 de septiembre | 17:00 |
| Puebla     | 0 - 0 | Toluca      | Cuauhtémoc    | 11 de septiembre | 19:00 |
| Atlas      | 3 - 0 | Celaya      | Jalisco       | 11 de septiembre | 20:45 |
| Toros Neza | 2 - 1 | León        | Neza 86       | 12 de septiembre | 12:00 |
| UNAM       | 1 - 4 | Monterrey   | Corregidora   | 12 de septiembre | 12:00 |
| América    | 2 - 0 | Guadalajara | Azteca        | 12 de septiembre | 16:00 |
| Santos     | 2 - 3 | Pachuca     | Corona        | 12 de septiembre | 16:00 |

| Tecos       | 1 - 3 | Santos     | Jalisco              | 17 de septiembre | 20:45 |
| Toluca      | 2 - 1 | Tigres     | Neza 86              | 18 de septiembre | 15:00 |
| Monterrey   | 4 - 2 | Puebla     | Tecnológico          | 18 de septiembre | 17:00 |
| Cruz Azul   | 0 - 0 | UNAM       | Azul                 | 18 de septiembre | 17:00 |
| Celaya      | 2 - 1 | Necaxa     | Miguel Alemán Valdés | 18 de septiembre | 20:15 |
| Pachuca     | 4 - 2 | Morelia    | Hidalgo              | 19 de septiembre | 12:00 |
| León        | 0 - 4 | Atlas      | Nou Camp             | 19 de septiembre | 12:00 |
| Guadalajara | 2 - 1 | Toros Neza | Jalisco              | 19 de septiembre | 12:00 |
| Atlante     | 0 - 1 | América    | Azteca               | 19 de septiembre | 16:00 |

| Necaxa     | 3 - 1 | Santos      | Azteca               | 21 de septiembre | 20:30 |
| Morelia    | 1 - 1 | Tecos       | Morelos              | 22 de septiembre | 16:00 |
| Toros Neza | 1 - 1 | Atlante     | Neza 86              | 22 de septiembre | 16:00 |
| UNAM       | 1 - 0 | Pachuca     | Corregidora          | 22 de septiembre | 18:00 |
| Puebla     | 0 - 1 | Cruz Azul   | Cuauhtémoc           | 22 de septiembre | 19:00 |
| Tigres     | 2 - 0 | Monterrey   | Universitario        | 22 de septiembre | 19:00 |
| América    | 1 - 2 | Toluca      | Azteca               | 22 de septiembre | 21:00 |
| Celaya     | 0 - 0 | León        | Miguel Alemán Valdés | 23 de septiembre | 20:15 |
| Atlas      | 0 - 0 | Guadalajara | Jalisco              | 23 de septiembre | 20:45 |

| Toluca      | 6 - 1 | Toros Neza | La Bombonera | 25 de septiembre | 15:00 |
| Cruz Azul   | 2 - 0 | Tigres     | Azul         | 25 de septiembre | 17:00 |
| Monterrey   | 2 - 4 | América    | Tecnológico  | 25 de septiembre | 17:00 |
| Tecos       | 5 - 4 | UNAM       | Jalisco      | 25 de septiembre | 20:45 |
| León        | 2 - 0 | Necaxa     | Nou Camp     | 26 de septiembre | 12:00 |
| Pachuca     | 2 - 0 | Puebla     | Hidalgo      | 26 de septiembre | 12:00 |
| Guadalajara | 0 - 5 | Celaya     | Jalisco      | 26 de septiembre | 12:00 |
| Atlante     | 3 - 3 | Atlas      | Azteca       | 26 de septiembre | 16:00 |
| Santos      | 3 - 4 | Morelia    | Corona       | 28 de septiembre | 16:00 |

| Celaya     | 1 - 1 | Atlante     | Miguel Alemán Valdés | 2 de octubre  | 17:00 |
| Tigres     | 6 - 2 | Pachuca     | Universitario        | 2 de octubre  | 17:00 |
| Puebla     | 0 - 1 | Tecos       | Cuauhtémoc           | 2 de octubre  | 19:00 |
| UNAM       | 6 - 0 | Santos      | Corregidora          | 3 de octubre  | 12:00 |
| León       | 1 - 2 | Guadalajara | Nou Camp             | 3 de octubre  | 12:00 |
| Toros Neza | 2 - 2 | Monterrey   | Neza 86              | 3 de octubre  | 15:00 |
| Atlas      | 3 - 2 | Toluca      | Jalisco              | 13 de octubre | 20:45 |
| Necaxa     | 0 - 2 | Morelia     | Azteca               | 20 de octubre | 17:00 |
| América    | 1 - 3 | Cruz Azul   | Azteca               | 20 de octubre | 19:30 |

| Tecos       | 2 - 0 | Tigres     | Tres de Marzo | 8 de octubre  | 20:30 |
| Toluca      | 5 - 2 | Celaya     | La Bombonera  | 9 de octubre  | 15:00 |
| Monterrey   | 0 - 4 | Atlas      | Tecnológico   | 9 de octubre  | 17:00 |
| Cruz Azul   | 2 - 0 | Toros Neza | Azul          | 9 de octubre  | 17:00 |
| Morelia     | 6 - 2 | UNAM       | Morelos       | 10 de octubre | 12:00 |
| Guadalajara | 2 - 1 | Necaxa     | Jalisco       | 10 de octubre | 12:00 |
| Atlante     | 2 - 1 | León       | Azteca        | 10 de octubre | 16:00 |
| Santos      | 1 - 4 | Puebla     | Corona        | 10 de octubre | 16:00 |
| Pachuca     | 2 - 1 | América    | Hidalgo       | 12 de octubre | 20:00 |

| Atlas       | 2 - 3 | Cruz Azul | Jalisco              | 2 de octubre  | 20:45 |
| Necaxa      | 3 - 3 | UNAM      | Azteca               | 16 de octubre | 15:00 |
| Celaya      | 4 - 0 | Monterrey | Miguel Alemán Valdés | 16 de octubre | 17:00 |
| Tigres      | 0 - 0 | Santos    | Universitario        | 16 de octubre | 17:00 |
| Puebla      | 0 - 0 | Morelia   | Cuauhtémoc           | 16 de octubre | 19:00 |
| Guadalajara | 0 - 1 | Atlante   | Jalisco              | 17 de octubre | 12:00 |
| León        | 2 - 5 | Toluca    | Nou Camp             | 17 de octubre | 12:00 |
| Toros Neza  | 1 - 0 | Pachuca   | Neza 86              | 17 de octubre | 15:00 |
| América     | 4 - 0 | Tecos     | Azteca               | 17 de octubre | 16:00 |

| Tecos     | 3 - 2 | Toros Neza  | Tres de Marzo | 22 de octubre | 20:30 |
| Toluca    | 1 - 0 | Guadalajara | La Bombonera  | 23 de octubre | 15:00 |
| Monterrey | 3 - 0 | León        | Tecnológico   | 23 de octubre | 17:00 |
| Cruz Azul | 1 - 1 | Celaya      | Azul          | 23 de octubre | 17:00 |
| UNAM      | 1 - 3 | Puebla      | Corregidora   | 24 de octubre | 12:00 |
| Morelia   | 1 - 1 | Tigres      | Morelos       | 24 de octubre | 12:00 |
| Pachuca   | 2 - 2 | Atlas       | Hidalgo       | 24 de octubre | 12:00 |
| Atlante   | 0 - 2 | Necaxa      | Azteca        | 24 de octubre | 16:00 |
| Santos    | 0 - 1 | América     | Corona        | 24 de octubre | 16:00 |

| Atlante     | 2 - 2 | Toluca    | Azteca               | 30 de octubre | 15:00 |
| Celaya      | 1 - 0 | Pachuca   | Miguel Alemán Valdés | 30 de octubre | 17:00 |
| Tigres      | 3 - 1 | UNAM      | Universitario        | 30 de octubre | 17:00 |
| Puebla      | 2 - 1 | Necaxa    | Cuauhtémoc           | 30 de octubre | 19:00 |
| Atlas       | 2 - 0 | Tecos     | Jalisco              | 30 de octubre | 20:45 |
| Guadalajara | 2 - 1 | Monterrey | Jalisco              | 31 de octubre | 12:00 |
| León        | 1 - 0 | Cruz Azul | Nou Camp             | 31 de octubre | 12:00 |
| Toros Neza  | 2 - 2 | Santos    | Neza 86              | 31 de octubre | 15:00 |
| América     | 1 - 1 | Morelia   | Corregidora          | 31 de octubre | 16:00 |

| Morelia   | 2 - 1 | Toros Neza  | Morelos       | 3 de noviembre | 15:00 |
| Santos    | 1 - 3 | Atlas       | Corona        | 3 de noviembre | 15:00 |
| Cruz Azul | 0 - 0 | Guadalajara | Azul          | 3 de noviembre | 17:00 |
| Puebla    | 1 - 1 | Tigres      | Cuauhtémoc    | 3 de noviembre | 19:00 |
| América   | 1 - 2 | UNAM        | Corregidora   | 3 de noviembre | 19:00 |
| Tecos     | 1 - 2 | Celaya      | Tres de Marzo | 3 de noviembre | 20:30 |
| Monterrey | 4 - 2 | Atlante     | Tecnológico   | 3 de noviembre | 20:45 |
| Necaxa    | 2 - 1 | Toluca      | Azteca        | 3 de noviembre | 21:00 |
| Pachuca   | 1 - 0 | León        | Hidalgo       | 4 de noviembre | 20:00 |

| Toluca      | 2 - 2 | Monterrey | La Bombonera         | 6 de noviembre | 15:00 |
| Celaya      | 0 - 1 | Santos    | Miguel Alemán Valdés | 6 de noviembre | 17:00 |
| Tigres      | 1 - 1 | Necaxa    | Universitario        | 6 de noviembre | 17:00 |
| Atlante     | 2 - 4 | Cruz Azul | Azteca               | 6 de noviembre | 19:00 |
| Atlas       | 2 - 1 | Morelia   | Jalisco              | 6 de noviembre | 20:45 |
| Guadalajara | 1 - 0 | Pachuca   | Jalisco              | 7 de noviembre | 12:00 |
| León        | 6 - 2 | Tecos     | Nou Camp             | 7 de noviembre | 12:00 |
| Toros Neza  | 1 - 2 | UNAM      | Neza 86              | 7 de noviembre | 15:00 |
| América     | 1 - 0 | Puebla    | Azteca               | 7 de noviembre | 16:00 |

| Necaxa    | 3 - 0 | Monterrey   | Azteca        | 13 de noviembre | 15:00 |
| Pachuca   | 3 - 0 | Atlante     | Hidalgo       | 13 de noviembre | 15:00 |
| Cruz Azul | 2 - 2 | Toluca      | Azul          | 13 de noviembre | 17:00 |
| Tigres    | 2 - 2 | América     | Universitario | 13 de noviembre | 17:00 |
| Puebla    | 3 - 1 | Toros Neza  | Cuauhtémoc    | 13 de noviembre | 19:00 |
| Tecos     | 3 - 1 | Guadalajara | Tres de Marzo | 13 de noviembre | 20:30 |
| UNAM      | 0 - 1 | Atlas       | Nemesio Díez  | 14 de noviembre | 12:00 |
| Morelia   | 2 - 0 | Celaya      | Morelos       | 14 de noviembre | 12:00 |
| Santos    | 3 - 0 | León        | Corona        | 14 de noviembre | 16:00 |

| Guadalajara | 2 - 2 | Santos    | Jalisco              | 21 de noviembre | 12:00 |
| León        | 2 -1  | Morelia   | Morelos              | 21 de noviembre | 12:00 |
| América     | 0 - 1 | Necaxa    | Azteca               | 21 de noviembre | 12:00 |
| Celaya      | 0 - 2 | UNAM      | Miguel Alemán Valdés | 21 de noviembre | 12:00 |
| Toros Neza  | 0 - 4 | Tigres    | Neza 86              | 21 de noviembre | 12:00 |
| Toluca      | 3 - 3 | Pachuca   | La Bombonera         | 21 de noviembre | 12:00 |
| Monterrey   | 1 - 0 | Cruz Azul | Tecnológico          | 21 de noviembre | 12:00 |
| Atlas       | 1 - 0 | Puebla    | Tres de Marzo        | 21 de noviembre | 12:00 |
| Atlante     | 0 - 1 | Tecos     | Sergio León Chávez   | 21 de noviembre | 12:00 |

### Goleo Individual
| Pos. | Jugador              | Equipo    | Goles |
| ---- | -------------------- | --------- | ----- |
| 1.º  | Jesús Olalde         | UNAM      | 15    |
| 2.º  | Sebastián Abreu      | Tecos     | 14    |
| 3.º  | Cuauhtémoc Blanco    | América   | 11    |
| 3.º  | Pedro Pineda         | Monterrey | 11    |
| 3.º  | Daniel Osorno        | Atlas     | 11    |
| 3.º  | Agustín Delgado      | Necaxa    | 11    |
| 4.º  | Francisco Palencia   | Cruz Azul | 10    |
| 4.º  | Pablo Hernán Gómez   | Pachuca   | 10    |
| 4.º  | Carlos María Morales | Toluca    | 10    |
| 4.º  | Jafet Soto           | Puebla    | 10    |

     Campeón de Goleo.

## Liguilla
|  | Reclasificación                                                | Reclasificación                                                | Reclasificación                                                | Reclasificación                                                | Reclasificación                                                |   |   | Cuartos de final                                                     | Cuartos de final                                                     | Cuartos de final                                                     | Cuartos de final                                                     | Cuartos de final                                                     |   |  | Semifinales                                                            | Semifinales                                                            | Semifinales                                                            | Semifinales                                                            | Semifinales                                                            |   |  | Final                                                          | Final                                                          | Final                                                          | Final                                                          | Final                                                          |  |
|  | 25 de noviembre de 1999 (ida) 28 de noviembre de 1999 (vuelta) | 25 de noviembre de 1999 (ida) 28 de noviembre de 1999 (vuelta) | 25 de noviembre de 1999 (ida) 28 de noviembre de 1999 (vuelta) | 25 de noviembre de 1999 (ida) 28 de noviembre de 1999 (vuelta) | 25 de noviembre de 1999 (ida) 28 de noviembre de 1999 (vuelta) |   |   | 1 y 2 de diciembre de 1999 (ida) 4 y 5 de diciembre de 1999 (vuelta) | 1 y 2 de diciembre de 1999 (ida) 4 y 5 de diciembre de 1999 (vuelta) | 1 y 2 de diciembre de 1999 (ida) 4 y 5 de diciembre de 1999 (vuelta) | 1 y 2 de diciembre de 1999 (ida) 4 y 5 de diciembre de 1999 (vuelta) | 1 y 2 de diciembre de 1999 (ida) 4 y 5 de diciembre de 1999 (vuelta) |   |  | 8 y 9 de diciembre de 1999 (ida) 11 y 12 de diciembre de 1999 (vuelta) | 8 y 9 de diciembre de 1999 (ida) 11 y 12 de diciembre de 1999 (vuelta) | 8 y 9 de diciembre de 1999 (ida) 11 y 12 de diciembre de 1999 (vuelta) | 8 y 9 de diciembre de 1999 (ida) 11 y 12 de diciembre de 1999 (vuelta) | 8 y 9 de diciembre de 1999 (ida) 11 y 12 de diciembre de 1999 (vuelta) |   |  | 16 de diciembre de 1999 (ida) 19 de diciembre de 1999 (vuelta) | 16 de diciembre de 1999 (ida) 19 de diciembre de 1999 (vuelta) | 16 de diciembre de 1999 (ida) 19 de diciembre de 1999 (vuelta) | 16 de diciembre de 1999 (ida) 19 de diciembre de 1999 (vuelta) | 16 de diciembre de 1999 (ida) 19 de diciembre de 1999 (vuelta) |  |
|  |                                                                |                                                                |                                                                |                                                                |                                                                |   |   |                                                                      |                                                                      |                                                                      |                                                                      |                                                                      |   |  |                                                                        |                                                                        |                                                                        |                                                                        |                                                                        |   |  |                                                                |                                                                |                                                                |                                                                |                                                                |  |
|  |                                                                |                                                                |                                                                |                                                                |                                                                |   |   |                                                                      |                                                                      |                                                                      |                                                                      |                                                                      |   |  |                                                                        |                                                                        |                                                                        |                                                                        |                                                                        |   |  |                                                                |                                                                |                                                                |                                                                |                                                                |  |
|  |                                                                |                                                                |                                                                |                                                                |                                                                |   |   |                                                                      |                                                                      |                                                                      |                                                                      |                                                                      |   |  |                                                                        |                                                                        |                                                                        |                                                                        |                                                                        |   |  |                                                                |                                                                |                                                                |                                                                |                                                                |  |
|  |                                                                |                                                                |                                                                |                                                                |                                                                |   |   |                                                                      |                                                                      |                                                                      |                                                                      |                                                                      |   |  |                                                                        |                                                                        |                                                                        |                                                                        |                                                                        |   |  |                                                                |                                                                |                                                                |                                                                |                                                                |  |
|  |                                                                |                                                                |                                                                |                                                                |                                                                |   |   |                                                                      |                                                                      |                                                                      |                                                                      |                                                                      |   |  |                                                                        |                                                                        |                                                                        |                                                                        |                                                                        |   |  |                                                                |                                                                |                                                                |                                                                |                                                                |  |
|  |                                                                | 4                                                              | América                                                        | 0                                                              | 1                                                              | 1 |   |                                                                      |                                                                      |                                                                      |                                                                      |                                                                      |   |  |                                                                        |                                                                        |                                                                        |                                                                        |                                                                        |   |  |                                                                |                                                                |                                                                |                                                                |                                                                |  |
|  |                                                                |                                                                |                                                                |                                                                |                                                                | 1 |   |                                                                      |                                                                      |                                                                      |                                                                      |                                                                      |   |  |                                                                        |                                                                        |                                                                        |                                                                        |                                                                        |   |  |                                                                |                                                                |                                                                |                                                                |                                                                |  |
|  |                                                                |                                                                | 5                                                              | Guadalajara                                                    | 0                                                              | 0 | 0 |                                                                      |                                                                      |                                                                      |                                                                      |                                                                      |   |  |                                                                        |                                                                        |                                                                        |                                                                        |                                                                        |   |  |                                                                |                                                                |                                                                |                                                                |                                                                |  |
|  |                                                                |                                                                | 5                                                              | Guadalajara                                                    | 0                                                              | 0 | 0 |                                                                      |                                                                      |                                                                      |                                                                      |                                                                      |   |  |                                                                        |                                                                        |                                                                        |                                                                        |                                                                        |   |  |                                                                |                                                                |                                                                |                                                                |                                                                |  |
|  |                                                                |                                                                |                                                                |                                                                |                                                                |   |   |                                                                      |                                                                      |                                                                      |                                                                      |                                                                      |   |  |                                                                        |                                                                        |                                                                        |                                                                        |                                                                        |   |  |                                                                |                                                                |                                                                |                                                                |                                                                |  |
|  |                                                                |                                                                |                                                                |                                                                |                                                                |   |   |                                                                      |                                                                      |                                                                      |                                                                      |                                                                      |   |  |                                                                        |                                                                        |                                                                        |                                                                        |                                                                        |   |  |                                                                |                                                                |                                                                |                                                                |                                                                |  |
|  |                                                                |                                                                |                                                                |                                                                |                                                                |   |   |                                                                      | 4                                                                    | América                                                              | 0                                                                    | 1                                                                    | 1 |  |                                                                        |                                                                        |                                                                        |                                                                        |                                                                        |   |  |                                                                |                                                                |                                                                |                                                                |                                                                |  |
|  |                                                                |                                                                |                                                                |                                                                |                                                                |   |   |                                                                      |                                                                      |                                                                      |                                                                      |                                                                      | 1 |  |                                                                        |                                                                        |                                                                        |                                                                        |                                                                        |   |  |                                                                |                                                                |                                                                |                                                                |                                                                |  |
|  |                                                                |                                                                | 6                                                              | Cruz Azul                                                      | 0                                                              | 2 | 2 |                                                                      |                                                                      |                                                                      |                                                                      |                                                                      |   |  |                                                                        |                                                                        |                                                                        |                                                                        |                                                                        |   |  |                                                                |                                                                |                                                                |                                                                |                                                                |  |
|  |                                                                |                                                                | 6                                                              | Cruz Azul                                                      | 0                                                              | 2 | 2 |                                                                      |                                                                      |                                                                      |                                                                      |                                                                      |   |  |                                                                        |                                                                        |                                                                        |                                                                        |                                                                        |   |  |                                                                |                                                                |                                                                |                                                                |                                                                |  |
|  |                                                                |                                                                |                                                                |                                                                |                                                                |   |   |                                                                      |                                                                      |                                                                      |                                                                      |                                                                      |   |  |                                                                        |                                                                        |                                                                        |                                                                        |                                                                        |   |  |                                                                |                                                                |                                                                |                                                                |                                                                |  |
|  |                                                                |                                                                |                                                                |                                                                |                                                                |   |   |                                                                      |                                                                      |                                                                      |                                                                      |                                                                      |   |  |                                                                        |                                                                        |                                                                        |                                                                        |                                                                        |   |  |                                                                |                                                                |                                                                |                                                                |                                                                |  |
|  |                                                                | 3                                                              | Necaxa                                                         | 0                                                              | 3                                                              | 3 |   |                                                                      |                                                                      |                                                                      |                                                                      |                                                                      |   |  |                                                                        |                                                                        |                                                                        |                                                                        |                                                                        |   |  |                                                                |                                                                |                                                                |                                                                |                                                                |  |
|  |                                                                |                                                                |                                                                |                                                                |                                                                | 3 |   |                                                                      |                                                                      |                                                                      |                                                                      |                                                                      |   |  |                                                                        |                                                                        |                                                                        |                                                                        |                                                                        |   |  |                                                                |                                                                |                                                                |                                                                |                                                                |  |
|  |                                                                |                                                                | 6                                                              | Cruz Azul                                                      | 1                                                              | 4 | 5 |                                                                      |                                                                      |                                                                      |                                                                      |                                                                      |   |  |                                                                        |                                                                        |                                                                        |                                                                        |                                                                        |   |  |                                                                |                                                                |                                                                |                                                                |                                                                |  |
|  |                                                                |                                                                | 6                                                              | Cruz Azul                                                      | 1                                                              | 4 | 5 |                                                                      |                                                                      |                                                                      |                                                                      |                                                                      |   |  |                                                                        |                                                                        |                                                                        |                                                                        |                                                                        |   |  |                                                                |                                                                |                                                                |                                                                |                                                                |  |
|  |                                                                |                                                                |                                                                |                                                                |                                                                |   |   |                                                                      |                                                                      |                                                                      |                                                                      |                                                                      |   |  |                                                                        |                                                                        |                                                                        |                                                                        |                                                                        |   |  |                                                                |                                                                |                                                                |                                                                |                                                                |  |
|  |                                                                |                                                                |                                                                |                                                                |                                                                |   |   |                                                                      |                                                                      |                                                                      |                                                                      |                                                                      |   |  |                                                                        |                                                                        |                                                                        |                                                                        |                                                                        |   |  |                                                                |                                                                |                                                                |                                                                |                                                                |  |
|  |                                                                |                                                                |                                                                |                                                                |                                                                |   |   |                                                                      |                                                                      |                                                                      |                                                                      |                                                                      |   |  |                                                                        | 6                                                                      | Cruz Azul                                                              | 2                                                                      | 0                                                                      | 2 |  |                                                                |                                                                |                                                                |                                                                |                                                                |  |
|  |                                                                |                                                                |                                                                |                                                                |                                                                |   |   |                                                                      |                                                                      |                                                                      |                                                                      |                                                                      |   |  |                                                                        |                                                                        |                                                                        |                                                                        |                                                                        | 2 |  |                                                                |                                                                |                                                                |                                                                |                                                                |  |
|  |                                                                |                                                                | 7                                                              | Pachuca (t. s.)                                                | 2                                                              | 1 | 3 |                                                                      |                                                                      |                                                                      |                                                                      |                                                                      |   |  |                                                                        |                                                                        |                                                                        |                                                                        |                                                                        |   |  |                                                                |                                                                |                                                                |                                                                |                                                                |  |
|  |                                                                |                                                                | 7                                                              | Pachuca (t. s.)                                                | 2                                                              | 1 | 3 |                                                                      |                                                                      |                                                                      |                                                                      |                                                                      |   |  |                                                                        |                                                                        |                                                                        |                                                                        |                                                                        |   |  |                                                                |                                                                |                                                                |                                                                |                                                                |  |
|  |                                                                |                                                                |                                                                |                                                                |                                                                |   |   |                                                                      |                                                                      |                                                                      |                                                                      |                                                                      |   |  |                                                                        |                                                                        |                                                                        |                                                                        |                                                                        |   |  |                                                                |                                                                |                                                                |                                                                |                                                                |  |
|  |                                                                |                                                                |                                                                |                                                                |                                                                |   |   |                                                                      |                                                                      |                                                                      |                                                                      |                                                                      |   |  |                                                                        |                                                                        |                                                                        |                                                                        |                                                                        |   |  |                                                                |                                                                |                                                                |                                                                |                                                                |  |
|  |                                                                | 1                                                              | Atlas                                                          | 3                                                              | 2                                                              | 5 |   |                                                                      |                                                                      |                                                                      |                                                                      |                                                                      |   |  |                                                                        |                                                                        |                                                                        |                                                                        |                                                                        |   |  |                                                                |                                                                |                                                                |                                                                |                                                                |  |
|  |                                                                |                                                                |                                                                |                                                                |                                                                | 5 |   |                                                                      |                                                                      |                                                                      |                                                                      |                                                                      |   |  |                                                                        |                                                                        |                                                                        |                                                                        |                                                                        |   |  |                                                                |                                                                |                                                                |                                                                |                                                                |  |
|  |                                                                |                                                                | 8                                                              | Tecos                                                          | 2                                                              | 2 | 4 |                                                                      |                                                                      |                                                                      |                                                                      |                                                                      |   |  |                                                                        |                                                                        |                                                                        |                                                                        |                                                                        |   |  |                                                                |                                                                |                                                                |                                                                |                                                                |  |
|  |                                                                |                                                                | 8                                                              | Tecos                                                          | 2                                                              | 2 | 4 |                                                                      |                                                                      |                                                                      |                                                                      |                                                                      |   |  |                                                                        |                                                                        |                                                                        |                                                                        |                                                                        |   |  |                                                                |                                                                |                                                                |                                                                |                                                                |  |
|  |                                                                |                                                                |                                                                |                                                                |                                                                |   |   |                                                                      |                                                                      |                                                                      |                                                                      |                                                                      |   |  |                                                                        |                                                                        |                                                                        |                                                                        |                                                                        |   |  |                                                                |                                                                |                                                                |                                                                |                                                                |  |
|  |                                                                |                                                                |                                                                |                                                                |                                                                |   |   |                                                                      |                                                                      |                                                                      |                                                                      |                                                                      |   |  |                                                                        |                                                                        |                                                                        |                                                                        |                                                                        |   |  |                                                                |                                                                |                                                                |                                                                |                                                                |  |
|  |                                                                |                                                                |                                                                |                                                                |                                                                |   |   |                                                                      | 1                                                                    | Atlas                                                                | 0                                                                    | 1                                                                    | 1 |  |                                                                        |                                                                        |                                                                        |                                                                        |                                                                        |   |  |                                                                |                                                                |                                                                |                                                                |                                                                |  |
|  |                                                                |                                                                |                                                                |                                                                |                                                                |   |   |                                                                      |                                                                      |                                                                      |                                                                      |                                                                      | 1 |  |                                                                        |                                                                        |                                                                        |                                                                        |                                                                        |   |  |                                                                |                                                                |                                                                |                                                                |                                                                |  |
|  |                                                                |                                                                | 7                                                              | Pachuca                                                        | 2                                                              | 0 | 2 |                                                                      |                                                                      |                                                                      |                                                                      |                                                                      |   |  |                                                                        |                                                                        |                                                                        |                                                                        |                                                                        |   |  |                                                                |                                                                |                                                                |                                                                |                                                                |  |
|  |                                                                |                                                                | 7                                                              | Pachuca                                                        | 2                                                              | 0 | 2 |                                                                      |                                                                      |                                                                      |                                                                      |                                                                      |   |  |                                                                        |                                                                        |                                                                        |                                                                        |                                                                        |   |  |                                                                |                                                                |                                                                |                                                                |                                                                |  |
|  |                                                                |                                                                |                                                                |                                                                |                                                                |   |   |                                                                      |                                                                      |                                                                      |                                                                      |                                                                      |   |  |                                                                        |                                                                        |                                                                        |                                                                        |                                                                        |   |  |                                                                |                                                                |                                                                |                                                                |                                                                |  |
|  |                                                                |                                                                |                                                                |                                                                |                                                                |   |   |                                                                      |                                                                      |                                                                      |                                                                      |                                                                      |   |  |                                                                        |                                                                        |                                                                        |                                                                        |                                                                        |   |  |                                                                |                                                                |                                                                |                                                                |                                                                |  |
|  |                                                                | 2                                                              | Toluca                                                         | 0                                                              | 2                                                              | 2 |   |                                                                      |                                                                      |                                                                      |                                                                      |                                                                      |   |  |                                                                        |                                                                        |                                                                        |                                                                        |                                                                        |   |  |                                                                |                                                                |                                                                |                                                                |                                                                |  |
|  |                                                                |                                                                |                                                                |                                                                |                                                                | 2 |   |                                                                      |                                                                      |                                                                      |                                                                      |                                                                      |   |  |                                                                        |                                                                        |                                                                        |                                                                        |                                                                        |   |  |                                                                |                                                                |                                                                |                                                                |                                                                |  |
|  |                                                                |                                                                | 7                                                              | Pachuca                                                        | 1                                                              | 2 | 3 |                                                                      |                                                                      |                                                                      |                                                                      |                                                                      |   |  |                                                                        |                                                                        |                                                                        |                                                                        |                                                                        |   |  |                                                                |                                                                |                                                                |                                                                |                                                                |  |
|  | 7                                                              | Pachuca (*)                                                    | 7                                                              | Pachuca                                                        | 1                                                              | 2 | 3 | 2                                                                    | 2                                                                    | 4                                                                    |                                                                      |                                                                      |   |  |                                                                        |                                                                        |                                                                        |                                                                        |                                                                        |   |  |                                                                |                                                                |                                                                |                                                                |                                                                |  |
|  | 7                                                              | Pachuca (*)                                                    |                                                                |                                                                |                                                                |   |   |                                                                      |                                                                      | 4                                                                    |                                                                      |                                                                      |   |  |                                                                        |                                                                        |                                                                        |                                                                        |                                                                        |   |  |                                                                |                                                                |                                                                |                                                                |                                                                |  |
|  | 10                                                             | Morelia                                                        | 4                                                              | 0                                                              | 4                                                              |   |   |                                                                      |                                                                      |                                                                      |                                                                      |                                                                      |   |  |                                                                        |                                                                        |                                                                        |                                                                        |                                                                        |   |  |                                                                |                                                                |                                                                |                                                                |                                                                |  |
|  | 10                                                             | Morelia                                                        | 4                                                              | 0                                                              | 4                                                              |   |   |                                                                      |                                                                      |                                                                      |                                                                      |                                                                      |   |  |                                                                        |                                                                        |                                                                        |                                                                        |                                                                        |   |  |                                                                |                                                                |                                                                |                                                                |                                                                |  |
|  |                                                                |                                                                |                                                                |                                                                |                                                                |   |   |                                                                      |                                                                      |                                                                      |                                                                      |                                                                      |   |  |                                                                        |                                                                        |                                                                        |                                                                        |                                                                        |   |  |                                                                |                                                                |                                                                |                                                                |                                                                |  |

### Reclasificación
| 25 de noviembre de 1999, 15:00 | Morelia                                   | 4:2 (2:2) | Pachuca          | Estadio Morelos, Morelia                                    |                                                             |
|                                | Lozano 6' 80' · F. Davino 11' · Osuna 82' |           | P. Gómez 10' 28' | Asistencia: 31 000 espectadores Árbitro(s): Gilberto Alcalá | Asistencia: 31 000 espectadores Árbitro(s): Gilberto Alcalá |

| 28 de noviembre de 1999, 12:00                                     | Pachuca                     | 2:0 (1:0) | Morelia | Estadio Hidalgo, Pachuca                                    |                                                             |
|                                                                    | Caballero 8' · Bernal 90+2' |           |         | Asistencia: 24 000 espectadores Árbitro(s): Antonio Marrufo | Asistencia: 24 000 espectadores Árbitro(s): Antonio Marrufo |
| Pachuca avanzó a la Liguilla por mejor posición en la tabla (4-4). |                             |           |         |                                                             |                                                             |

### Cuartos de final
| 1 de diciembre de 1999, 17:00 | Cruz Azul    | 1:0 (1:0) | Necaxa | Estadio Azul, México, D. F.                                   |                                                               |
|                               | Palencia 39' |           |        | Asistencia: 26 000 espectadores Árbitro(s): Felipe Ramos Rizo | Asistencia: 26 000 espectadores Árbitro(s): Felipe Ramos Rizo |

| 4 de diciembre de 1999, 17:00         | Necaxa             | 3:4 (2:1) | Cruz Azul                                                    | Estadio Azteca, México, D. F.                                 |                                                               |
|                                       | Delgado 9' 43' 75' |           | Camoranesi 39' · A. Morales 50' · Latorre 58' · Pinheiro 86' | Asistencia: 32 000 espectadores Árbitro(s): Armando Archundia | Asistencia: 32 000 espectadores Árbitro(s): Armando Archundia |
| Cruz Azul avanzó a Semifinales (3-5). |                    |           |                                                              |                                                               |                                                               |

| 1 de diciembre de 1999, 20:00 | Pachuca   | 1:0 (1:0) | Toluca | Estadio Hidalgo, Pachuca                                            |                                                                     |
|                               | Bernal 8' |           |        | Asistencia: 24 000 espectadores Árbitro(s): Marco Antonio Rodríguez | Asistencia: 24 000 espectadores Árbitro(s): Marco Antonio Rodríguez |

| 4 de diciembre de 1999, 15:00       | Toluca                         | 2:2 (0:1) | Pachuca          | Estadio Nemesio Díez, Toluca                                  |                                                               |
|                                     | Abundis 49' · C. Morales 90+3' |           | P. Gómez 29' 48' | Asistencia: 35 000 espectadores Árbitro(s): Felipe Ramos Rizo | Asistencia: 35 000 espectadores Árbitro(s): Felipe Ramos Rizo |
| Pachuca avanzó a Semifinales (2-3). |                                |           |                  |                                                               |                                                               |

| 1 de diciembre de 1999, 20:45 | Tecos                     | 2:3 (1:1) | Atlas                     | Estadio Tres de Marzo, Zapopan                            |                                                           |
|                               | G. Hernández 5' · Muf 64' |           | Cocca 9' · Osorno 55' 60' | Asistencia: 8 000 espectadores Árbitro(s): Eduardo Brizio | Asistencia: 8 000 espectadores Árbitro(s): Eduardo Brizio |

| 4 de diciembre de 1999, 20:45     | Atlas                         | 2:2 (1:1) | Tecos        | Estadio Jalisco, Guadalajara                                |                                                             |
|                                   | Osorno 29' · J. Rodríguez 71' |           | Abreu 4' 85' | Asistencia: 47 000 espectadores Árbitro(s): Antonio Marrufo | Asistencia: 47 000 espectadores Árbitro(s): Antonio Marrufo |
| Atlas avanzó a Semifinales (5-4). |                               |           |              |                                                             |                                                             |

| 2 de diciembre de 1999, 20:45 | Guadalajara | 0:0 | América | Estadio Jalisco, Guadalajara                                    |  |
|                               |             |     |         | Asistencia: 65 000 espectadores Árbitro(s): Edgar Ulises Rangel |  |

| 5 de diciembre de 1999, 21:00       | América    | 1:0 (1:0) | Guadalajara | Estadio Azteca, México, D. F.                                 |                                                               |
|                                     | Blanco 37' |           |             | Asistencia: 97 000 espectadores Árbitro(s): Felipe Ramos Rizo | Asistencia: 97 000 espectadores Árbitro(s): Felipe Ramos Rizo |
| América avanzó a Semifinales (1-0). |            |           |             |                                                               |                                                               |

### Semifinales
| 8 de diciembre de 1999, 20:00 | Pachuca          | 2:0 (1:0) | Atlas | Estadio Hidalgo, Pachuca                                    |                                                             |
|                               | P. Gómez 11' 47' |           |       | Asistencia: 24 000 espectadores Árbitro(s): Antonio Marrufo | Asistencia: 24 000 espectadores Árbitro(s): Antonio Marrufo |

| 11 de diciembre de 1999, 20:45   | Atlas        | 1:0 (1:0) | Pachuca | Estadio Jalisco, Guadalajara                                |                                                             |
|                                  | Castillo 24' |           |         | Asistencia: 65 000 espectadores Árbitro(s): Gilberto Alcalá | Asistencia: 65 000 espectadores Árbitro(s): Gilberto Alcalá |
| Pachuca avanzó a la Final (1-2). |              |           |         |                                                             |                                                             |

| 9 de diciembre de 1999, 20:00 | Cruz Azul | 0:0 | América | Estadio Azul, México, D. F.                                     |  |
|                               |           |     |         | Asistencia: 40 000 espectadores Árbitro(s): Edgar Ulises Rangel |  |

| 12 de diciembre de 1999, 20:00     | América  | 1:2 (1:1) | Cruz Azul                  | Estadio Azteca, México, D. F.                                 |                                                               |
|                                    | Luna 44' |           | Palencia 40' · Latorre 70' | Asistencia: 95 000 espectadores Árbitro(s): Felipe Ramos Rizo | Asistencia: 95 000 espectadores Árbitro(s): Felipe Ramos Rizo |
| Cruz Azul avanzó a la Final (1-2). |          |           |                            |                                                               |                                                               |

### Final
| 16 de diciembre de 1999, 20:30 | Pachuca        | 2:2 (2:1) | Cruz Azul                   | Estadio Hidalgo, Pachuca                                    |                                                             |
|                                | Glaría 22' 40' |           | Pinheiro 21' · Reséndiz 90' | Asistencia: 24 000 espectadores Árbitro(s): Antonio Marrufo | Asistencia: 24 000 espectadores Árbitro(s): Antonio Marrufo |

| 19 de diciembre de 1999, 21:00                                 | Cruz Azul | 0:1 (0:0, 0:1) (t. s.) | Pachuca    | Estadio Azul, México, D. F.                                   |                                                               |
|                                                                |           |                        | Glaría 93' | Asistencia: 42 000 espectadores Árbitro(s): Felipe Ramos Rizo | Asistencia: 42 000 espectadores Árbitro(s): Felipe Ramos Rizo |
| Pachuca Campeón del Torneo Invierno 1999 (2-3) por gol de oro. |           |                        |            |                                                               |                                                               |

| 1     | POR   | Oscar Pérez           |     |
| 19    | DEF   | Omar Rodríguez        |     |
| 4     | DEF   | Juan Reynoso          |     |
| 5     | DEF   | Gabriel de Anda       |     |
| 2     | DEF   | Guadalupe Castañeda   |     |
| 6     | MED   | Luis Francisco García | 61' |
| 7     | MED   | Joaquín Moreno        |     |
| 8     | MED   | Mauro Camoranesi      |     |
| 10    | MED   | Ángel Morales         |     |
| 11    | MED   | Pinheiro              | 73' |
| 15    | DEL   | Francisco Palencia    |     |
| D. T. | D. T. | Luis Fernando Tena    |     |

| 30    | POR   | Ignacio González   |     |
| 2     | DEF   | Alberto Rodríguez  |     |
| 5     | DEF   | Pablo Hernández    |     |
| 99    | DEF   | Manuel Vidrio      |     |
| 7     | DEF   | Octavio Valdez     |     |
| 9     | MED   | Marcelino Bernal   |     |
| 10    | MED   | Alfonso Sosa       | 46' |
| 8     | MED   | Gabriel Caballero  | 65' |
| 21    | MED   | Cesáreo Victorino  |     |
| 20    | DEL   | Pablo Hernán Gómez |     |
| 11    | DEL   | Gerardo Mascareño  | 65' |
| D. T. | D. T. | Javier Aguirre     |     |

| 9  | DEL | Diego Latorre | 61' |
| 13 | MED | Carlos Barra  | 73' |

| 26 | DEF | José Juan Hernández | 46' |
| 3  | MED | Marco Garcés        | 65' |
| 22 | DEL | Alejandro Glaría    | 65' |

| 93' | Alejandro Glaría | 0:1 |

| 50' · 67' | Omar Rodríguez Pinheiro |

| 17' · 40' · 80' | Marcelino Bernal Alberto Rodríguez Cesáreo Victorino |

| Principal | Felipe Ramos Rizo |

| 1     | POR   | Oscar Pérez           |     |
| 19    | DEF   | Omar Rodríguez        |     |
| 4     | DEF   | Juan Reynoso          |     |
| 5     | DEF   | Gabriel de Anda       |     |
| 2     | DEF   | Guadalupe Castañeda   |     |
| 6     | MED   | Luis Francisco García | 61' |
| 7     | MED   | Joaquín Moreno        |     |
| 8     | MED   | Mauro Camoranesi      |     |
| 10    | MED   | Ángel Morales         |     |
| 11    | MED   | Pinheiro              | 73' |
| 15    | DEL   | Francisco Palencia    |     |
| D. T. | D. T. | Luis Fernando Tena    |     |

| 30    | POR   | Ignacio González   |     |
| 2     | DEF   | Alberto Rodríguez  |     |
| 5     | DEF   | Pablo Hernández    |     |
| 99    | DEF   | Manuel Vidrio      |     |
| 7     | DEF   | Octavio Valdez     |     |
| 9     | MED   | Marcelino Bernal   |     |
| 10    | MED   | Alfonso Sosa       | 46' |
| 8     | MED   | Gabriel Caballero  | 65' |
| 21    | MED   | Cesáreo Victorino  |     |
| 20    | DEL   | Pablo Hernán Gómez |     |
| 11    | DEL   | Gerardo Mascareño  | 65' |
| D. T. | D. T. | Javier Aguirre     |     |

| 9  | DEL | Diego Latorre | 61' |
| 13 | MED | Carlos Barra  | 73' |

| 26 | DEF | José Juan Hernández | 46' |
| 3  | MED | Marco Garcés        | 65' |
| 22 | DEL | Alejandro Glaría    | 65' |

| 93' | Alejandro Glaría | 0:1 |

| 50' · 67' | Omar Rodríguez Pinheiro |

| 17' · 40' · 80' | Marcelino Bernal Alberto Rodríguez Cesáreo Victorino |

| Principal | Felipe Ramos Rizo |

| 1     | POR   | Oscar Pérez           |     |
| 19    | DEF   | Omar Rodríguez        |     |
| 4     | DEF   | Juan Reynoso          |     |
| 5     | DEF   | Gabriel de Anda       |     |
| 2     | DEF   | Guadalupe Castañeda   |     |
| 6     | MED   | Luis Francisco García | 61' |
| 7     | MED   | Joaquín Moreno        |     |
| 8     | MED   | Mauro Camoranesi      |     |
| 10    | MED   | Ángel Morales         |     |
| 11    | MED   | Pinheiro              | 73' |
| 15    | DEL   | Francisco Palencia    |     |
| D. T. | D. T. | Luis Fernando Tena    |     |

| 30    | POR   | Ignacio González   |     |
| 2     | DEF   | Alberto Rodríguez  |     |
| 5     | DEF   | Pablo Hernández    |     |
| 99    | DEF   | Manuel Vidrio      |     |
| 7     | DEF   | Octavio Valdez     |     |
| 9     | MED   | Marcelino Bernal   |     |
| 10    | MED   | Alfonso Sosa       | 46' |
| 8     | MED   | Gabriel Caballero  | 65' |
| 21    | MED   | Cesáreo Victorino  |     |
| 20    | DEL   | Pablo Hernán Gómez |     |
| 11    | DEL   | Gerardo Mascareño  | 65' |
| D. T. | D. T. | Javier Aguirre     |     |

| 9  | DEL | Diego Latorre | 61' |
| 13 | MED | Carlos Barra  | 73' |

| 26 | DEF | José Juan Hernández | 46' |
| 3  | MED | Marco Garcés        | 65' |
| 22 | DEL | Alejandro Glaría    | 65' |

| 93' | Alejandro Glaría | 0:1 |

| 50' · 67' | Omar Rodríguez Pinheiro |

| 17' · 40' · 80' | Marcelino Bernal Alberto Rodríguez Cesáreo Victorino |

| Principal | Felipe Ramos Rizo |

| 1     | POR   | Oscar Pérez           |     |
| 19    | DEF   | Omar Rodríguez        |     |
| 4     | DEF   | Juan Reynoso          |     |
| 5     | DEF   | Gabriel de Anda       |     |
| 2     | DEF   | Guadalupe Castañeda   |     |
| 6     | MED   | Luis Francisco García | 61' |
| 7     | MED   | Joaquín Moreno        |     |
| 8     | MED   | Mauro Camoranesi      |     |
| 10    | MED   | Ángel Morales         |     |
| 11    | MED   | Pinheiro              | 73' |
| 15    | DEL   | Francisco Palencia    |     |
| D. T. | D. T. | Luis Fernando Tena    |     |

| 30    | POR   | Ignacio González   |     |
| 2     | DEF   | Alberto Rodríguez  |     |
| 5     | DEF   | Pablo Hernández    |     |
| 99    | DEF   | Manuel Vidrio      |     |
| 7     | DEF   | Octavio Valdez     |     |
| 9     | MED   | Marcelino Bernal   |     |
| 10    | MED   | Alfonso Sosa       | 46' |
| 8     | MED   | Gabriel Caballero  | 65' |
| 21    | MED   | Cesáreo Victorino  |     |
| 20    | DEL   | Pablo Hernán Gómez |     |
| 11    | DEL   | Gerardo Mascareño  | 65' |
| D. T. | D. T. | Javier Aguirre     |     |

| 9  | DEL | Diego Latorre | 61' |
| 13 | MED | Carlos Barra  | 73' |

| 26 | DEF | José Juan Hernández | 46' |
| 3  | MED | Marco Garcés        | 65' |
| 22 | DEL | Alejandro Glaría    | 65' |

| 93' | Alejandro Glaría | 0:1 |

| 50' · 67' | Omar Rodríguez Pinheiro |

| 17' · 40' · 80' | Marcelino Bernal Alberto Rodríguez Cesáreo Victorino |

| Principal | Felipe Ramos Rizo |

| Campeón Invierno 1999 |
| --------------------- |
|                       |
| Pachuca               |
| 1° Título             |